# Gregg County
Das Gregg County ist ein County im Bundesstaat Texas der Vereinigten Staaten. Das U.S. Census Bureau hat bei der Volkszählung 2020 eine Einwohnerzahl von 124.239 ermittelt. Der Sitz der County-Verwaltung ist in Longview.

## Geographie
Das County nordöstlich des geographischen Zentrums von Texas, etwa 40 km vor Louisiana, 60 km vor Arkansas und 80 km vor Oklahoma. Es hat eine Fläche von 716 Quadratkilometern, wovon 6 Quadratkilometer Wasserfläche sind. Es grenzt im Uhrzeigersinn an folgende Countys: Upshur County, Harrison County, Rusk County und Smith County.

## Geschichte
Gregg County wurde am 12. April 1873 aus Teilen des Upshur County gebildet. Benannt wurde es nach John Gregg (1828–1864), einem Richter an einem Bezirksgericht und Delegierten auf dem Provisorischen Konföderiertenkongress. Während des Sezessionskriegs diente er als Brigadegeneral und fiel im Oktober 1864 bei der Schlacht um Fort Harrison.
Sieben Bauwerke und Stätten des Countys sind im National Register of Historic Places (NRHP) eingetragen (Stand 7. Juni 2019).

## Demografische Daten

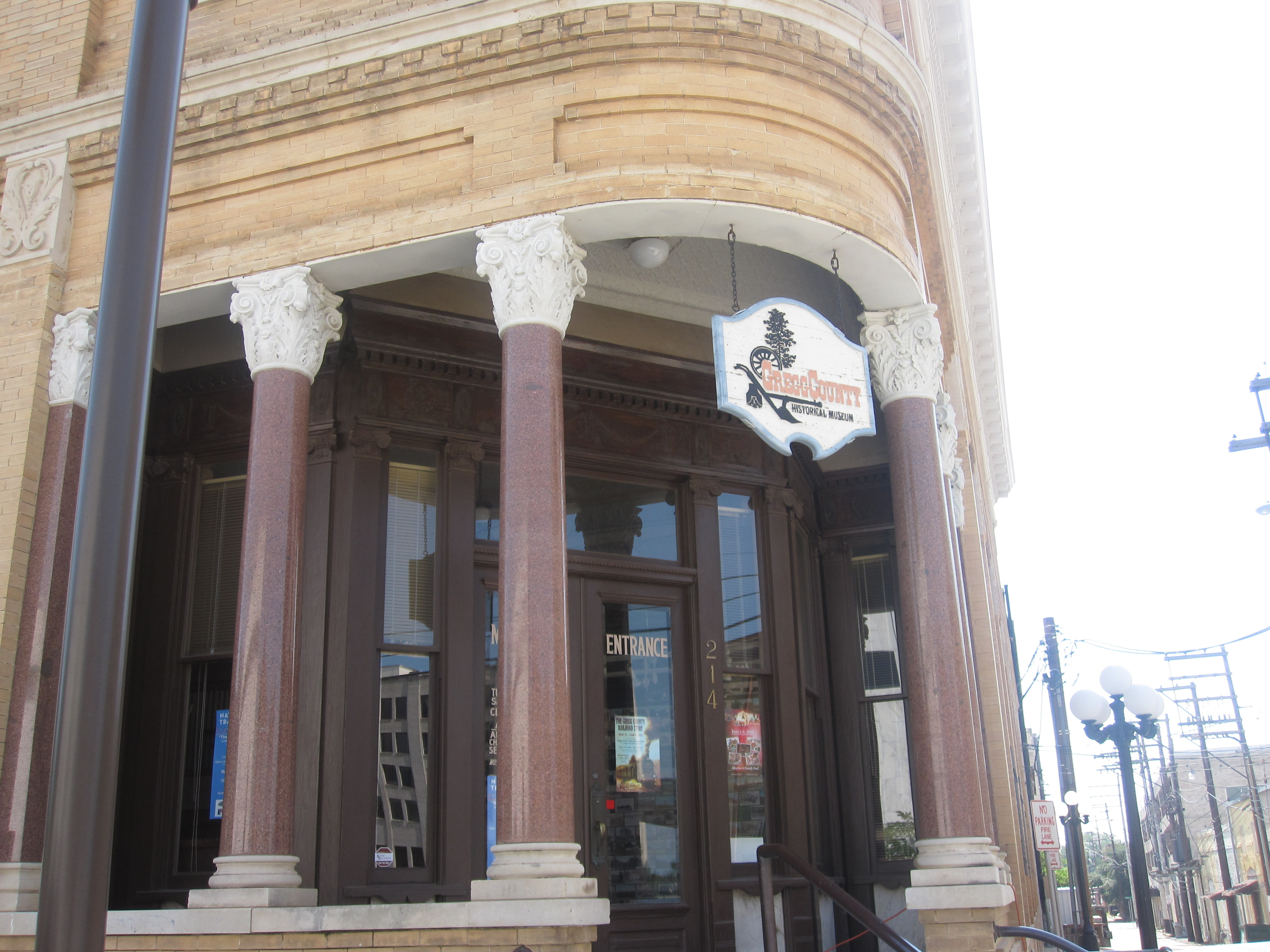
Das Gregg County Historical Museum

Nach der Volkszählung im Jahr 2000 lebten im Gregg County 111.379 Menschen in 42.687 Haushalten und 29.667 Familien. Die Bevölkerungsdichte betrug 157 Einwohner pro Quadratkilometer. Ethnisch betrachtet setzte sich die Bevölkerung zusammen aus 72,89 Prozent Weißen, 19,86 Prozent Afroamerikanern, 0,52 Prozent amerikanischen Ureinwohnern, 0,68 Prozent Asiaten, 0,02 Prozent Bewohnern aus dem pazifischen Inselraum und 4,55 Prozent aus anderen ethnischen Gruppen; 1,49 Prozent stammten von zwei oder mehr Ethnien ab. 9,14 Prozent der Einwohner waren spanischer oder lateinamerikanischer Abstammung.
Von den 42.687 Haushalten hatten 33,5 Prozent Kinder oder Jugendliche, die mit ihnen zusammen lebten. 52,0 Prozent waren verheiratete, zusammenlebende Paare 13,5 Prozent waren allein erziehende Mütter und 30,5 Prozent waren keine Familien. 26,1 Prozent waren Singlehaushalte und in 10,5 Prozent lebten Menschen im Alter von 65 Jahren oder darüber. Die durchschnittliche Haushaltsgröße betrug 2,54 und die durchschnittliche Familiengröße betrug 3,06 Personen.
26,7 Prozent der Bevölkerung war unter 18 Jahre alt, 10,3 Prozent zwischen 18 und 24, 28,2 Prozent zwischen 25 und 44, 21,5 Prozent zwischen 45 und 64 und 13,2 Prozent waren 65 Jahre alt oder älter. Das Medianalter betrug 35 Jahre. Auf 100 weibliche Personen kamen 93,8 männliche Personen und auf 100 Frauen im Alter von 18 Jahren oder darüber kamen 90,4 Männer.
Das jährliche Durchschnittseinkommen eines Haushalts betrug 35.006 USD, das Durchschnittseinkommen einer Familie betrug 42.617 USD. Männer hatten ein Durchschnittseinkommen von 33.186 USD, Frauen 21.432 USD. Das Prokopfeinkommen betrug 18.449 USD. 12,0 Prozent der Familien und 15,1 Prozent der Einwohner lebten unterhalb der Armutsgrenze.

## Städte und Gemeinden
- Clarksville City
- Danville
- East View
- Easton
- Gladewater
- Greggton
- Judson
- Kilgore
- Lakeport
- Liberty City
- Longview
- Longview Heights
- Melrose
- Monroe
- Pinewood
- Tenneryville
- White Oak